# 吉祥寺北四郎
吉祥寺 北四郎（きちじょうじ きたしろう）は、日本の漫画家。成人向け漫画を描いている。

## 作風
アナルセックスとスカトロジーがほとんどで、アナルセックスの後、汚物を排泄するのがお決まりのパターン。女性側が積極的。アナルを好むので、中性的な男子、女装、ショタ、ふたなり物もある。アンソロジーを通じて、登場人物が共通する場合もある。
登場人物が派手な服を着ていたり、派手な車が登場するなどの描写がある。

## 作品
- 『あねぼきっ!』
- 『WHO DARES ASS』 2001年8月発売 桜桃書房（EX COMICS） ISBN 4-7567-2495-7
- 『尻王国 Anal kingdom』 2003年6月発売 桜桃書房（EX COMICS） ISBN 4-7567-3128-7
- 『A氏の異常な愛情』 2003年12月発売 桜桃書房（EX COMICS） ISBN 4-7567-3211-9

ほか、近親相姦アンソロジー、アナル関係のアンソロジーに作品多数。